# Échelle macrosismique européenne
L'échelle macrosismique européenne, sous sa forme abrégée EMS98, est une échelle de mesure de l'intensité d'un tremblement de terre et aussi de la gravité et de la nature impacts d'un tremblement de terre, à partir de ses effets sur l'homme, sur les objets, l'environnement et les bâtiments. 

Elle comporte 12 degrés.

## Histoire
Cette échelle adoptée en 1998 après avoir été préparée par la Commission européenne de sismologie (ESC), avec le soutien du Conseil de l’Europe via son Centre Européen de Géodynamique et de Sismologie (Luxembourg). 
Elle se substitue à la version de 1992 (EM92), qui elle-même a remplacé l'échelle Medvedev-Sponheuer-Karnik dite MSK-64, publiée en 1964 par Medvedev, Sponheuer et Karnik (modifiée en 1981) et qui fut la première à introduire des précisions sur les ouvrages.  
D'autres échelles d'intensité macrosismique ont été proposées depuis les années 1900, puis abandonnées. La plupart de ces échelles étaient originellement fondées sur la mesure des dégâts aux bâtiments et ont donc dû s'adapter aux évolutions des techniques de construction (béton armé en particulier, puis construction parasismique)...

## Utilité
Cette échelle permet de classer les séismes, et les désordres observés suite en un lieu donné.

Elle permet d'exprimer le degré de sévérité du séisme en ce lieu. Elle est surtout très utile là où l'accès aux relevés des sismographes est impossible.

## Descriptif
L’échelle macrosismique européenne (EMS) inclut des éléments sur 
- le site,
- les fondations,
- la forme architecturale,
- la structure porteuse,
- des éléments non-structuraux
- les façades...

La forme abrégée de l'Echelle Macrosismique Européenne est conçue pour donner une vision très simplifiée et générale de l'échelle EMS. Elle peut, par exemple, être utilisée à des fins éducatives. Elle est représentée par le tableau suivant :
| Intensité EMS | Définition               | Description des effets typiques observés |
| ------------- | ------------------------ | --- |
| XII           | Catastrophe généralisée  | Pratiquement tous les bâtiments sont détruits. |
| XI            | Catastrophe              | La plupart des bâtiments bien construits s'effondrent, même ceux ayant une bonne conception parasismique sont détruits. |
| X             | Destructions importantes | De nombreux bâtiments bien construits s'effondrent. |
| IX            | Destructions             | Panique générale. De nombreuses constructions peu solides s'écroulent. Même des bâtiments bien construits présentent des dégâts très importants : défaillances sérieuses des murs et effondrement structural partiel. |
| VIII          | Dégâts importants        | De nombreuses personnes éprouvent des difficultés à rester debout. Beaucoup de maisons ont de larges fissures dans les murs. Quelques bâtiments ordinaires bien construits présentent des défaillances sérieuses des murs, tandis que des structures anciennes peu solides peuvent s'écrouler. |
| VII           | Dégâts                   | La plupart des personnes sont effrayées et se précipitent dehors. Les meubles se déplacent et beaucoup d'objets tombent des étagères. De nombreuses maisons ordinaires bien construites subissent des dégâts modérés : petites fissures dans les murs, chutes de plâtres, chutes de parties de cheminées; des bâtiments plus anciens peuvent présenter de larges fissures dans les murs et la défaillance des cloisons de remplissage. |
| VI            | Dégâts légers            | De nombreuses personnes sont effrayées et se précipitent dehors. Chute d'objets. De nombreuses maisons subissent des dégâts non structuraux comme de très fines fissures et des chutes de petits morceaux de plâtre. |
| V             | Fort                     | Ressenti à l'intérieur des habitations par la plupart, à l'extérieur par quelques personnes. De nombreux dormeurs se réveillent. Quelques personnes sont effrayées. Les bâtiments tremblent dans leur ensemble. Les objets suspendus se balancent fortement. Les petits objets sont déplacés. Les portes et les fenêtres s'ouvrent ou se ferment.                                                                                      |
| IV            | Largement observé        | Ressenti à l'intérieur des habitations par de nombreuses personnes, à l'extérieur ressenti par très peu de personnes. Quelques personnes sont réveillées. Les fenêtres, les portes et la vaisselle vibrent. |
| III           | Faible                   | Ressenti à l'intérieur des habitations par quelques personnes. Les personnes au repos ressentent une vibration ou un léger tremblement. |
| II            | Rarement ressenti        | Ressenti uniquement par quelques personnes au repos dans les maisons. |
| I             | Non ressenti             | Non ressenti. |